# Débora Hallal
Débora Hallal Ayala (Los Mochis, Sinaloa, 18 de julho de 1996) é uma modelo e rainha de beleza do México que foi vice Miss México 2021.

## Biografia
Hallal nasceu em Los Mochis, Sinaloa. Ela frequentou a Universidade TecMilenio em Monterrey, Nuevo Leon, onde se formou em administração de empresas.

## Participação em concursos de beleza
Em 29 de novembro de 2020, Hallal representou a Sinaloa na Mexicana Universal 2020 em Queretaro. Ela se classificou como vice-campeã e perdeu para a vencedora Andrea Meza, de Chihuahua. Após ser nomeada Miss Universo México 2021, Hallal ganhou o direito de representar o México no concurso Miss Universo 2021.